# Quentin Tanis
Quentin Tanis, né le 27 mars 1990 à Wignehies, est un coureur cycliste français, membre de l'équipe Entente Cycliste de Wallonie.

## Biographie
Quentin Tanis naît le 27 mars 1990 à Wignehies, en France. Il commence le cyclisme à l'âge de cinq ans à l'UV Fourmies, club par lequel sont notamment passés David Boucher, Denis Flahaut ou encore Laurent Lefèvre. En 2010, il décide d'aller tenter sa chance en Belgique, eu sein du club Multisport, dans lequel il retrouve notamment son frère aîné Kevin. En 2011, il s'engage avec la Royale Pédale Saint-Martin-Tournai. Il évolue au sein de ce club avec des coureurs tels que Clément Lhotellerie, Quentin Bertholet ou encore Ludovic Capelle, club avec lequel il a notamment participé à la Flèche du Sud, au Luxembourg, où son leader Lhotellerie s'est classé 4e du classement général final, derrière Lasse Bøchman, vainqueur, Harald Totschnig, 2e et Bob Jungels, 3e.

### Début de saison 2012 chez Ottignies-Perwez
En 2012, Tanis porte les couleurs de l'équipe Ottignies-Perwez. Tanis commence la saison lors du Circuit des plages vendéennes. Il participe à trois des manches composant cette épreuve et abandonne à chaque fois. Début mars, il se classe 8e d'une épreuve régionale disputée à Naast puis 15e à Templeuve. Il est ensuite sélectionné pour le Circuit du Pays de Waes qu'il abandonne puis le Triptyque des Monts et Châteaux où il abandonne durant la 2eb étape. Tanis se classe ensuite 18e du Grand Prix du rayon Aubersois remporté au sprint par son coéquipier Victor Fobert, 68e de la course régionale de Belœil, 15e à Sirault puis 45e du classement général du Tour du Piémont Vosgien. Il terminera ensuite 14e du Grand Prix de Gouy-sous-Bellonne, 17e du Grand Prix d'Affligem, 9e du Championnat de la Province de Hainaut, 8e de la 2e étape de Ronde Nancéienne, 62e du Paris-Arras Tour, 10e à Rousies, 12e à Wachtebeke, 86e de la kermesse professionnelle d'Harlue où il crève deux fois en moins de 30 kilomètres, et 101e du Tour du Brabant flamand.

### Stagiaire chez Geofco-Ville d'Alger en 2012
Quentin Tanis décide de passer la frontière pour aller faire ses classes dans des équipes belges. Alors qu'il évolue au sein de la formation Ottignies-Perwez, il est repéré par Geoffrey Coupé qui décide de l'engager en tant que stagiaire dans sa formation Geofco-Ville d'Alger pour la fin de saison 2012. Avec sa nouvelle équipe, Tanis fait ses débuts lors de la kermesse professionnelle d'Heusden où il termine 121e. Concernant les épreuves UCI, il participe à la Dutch Food Valley Classic, aux Pays-Bas, où il termine 116e avant de prendre part au Grand Prix de la ville de Zottegem, où il prend la 62e place. Quentin Tanis va ensuite participer à la Ronde van Midden-Nederland où il termine 110e, puis au Kernen Omloop Echt-Susteren où il abandonne. Il poursuit son été en prenant part à plusieurs kermesses professionnelles comme notamment le Stadsprijs Geraardsbergen, l'une des kermesses les mieux cotées en Belgique, mais il abandonne à nouveau dans le bas du mur de Grammont. Notons également une 41e place sur la kermesse professionnelle d'Izegem, quelques jours plus tard. Quentin Tanis va ensuite poursuivre son été sur le Grand Prix Impanis-Van Petegem, où il abandonne en toute fin de course. Après encore quelques kermesses professionnelles dont on note une 27e place à Vichte, Quentin est engagé sur Putte-Kapellen, épreuve de clôture de la saison en Belgique, où il est toujours aux avant-postes dans le final mais est victime d'une chute dans le dernier kilomètre. Il est ainsi contraint à l'abandon. Quelques jours plus tard, il enfile une dernière fois le maillot de la formation de Geoffrey Coupé lors de la kermesse professionnelle de Zwevezele. Quentin Tanis est échappé pendant toute la course et prend la 17e place au classement final d'une course remportée par le néerlandais Wim Stroetinga.

### Saison compliquée chez Colba-Superano Ham en 2013
Alors que Geoffrey Coupé avait confié son intention de conserver Quentin Tanis dans son équipe pour la saison 2013, le coureur a lui décidé de rester en Belgique au sein de l'équipe continentale Colba-Superano Ham, dans laquelle il retrouve le sprinteur Denis Flahaut, son ancien leader à la Royale Pedale Saint-Martin-Tournai, Clément Lhotellerie, ainsi qu'un autre nordiste, Victor Fobert. Quentin Tanis commence sa saison à l'occasion du Samyn, course d'ouverture de la saison en Wallonie. Il prend le départ, malade, et sous des conditions climatiques particulièrement difficiles avant d'abandonner l'épreuve sur les circuits finaux. Il doit patienter quelques jours avant de reprendre la compétition et retrouve le chemin des kermesses professionnelles à Wanzele, où il termine 165e. Quentin Tanis se rend ensuite aux Pays-Bas pour y courir l'Omloop van het Waasland où il termine 43e. Place ensuite au Grand Prix de la ville de Nogent-sur-Oise, où il abandonne à nouveau dans les derniers kilomètres après une course disputée entre froid, pluie et grêles. Il faut ensuite attendre près d'un mois pour retrouver Tanis en compétition à l'occasion du GP Pino Cerami, où, en manque de compétition évident, il abandonne une nouvelle fois dans les derniers kilomètres de l'épreuve.

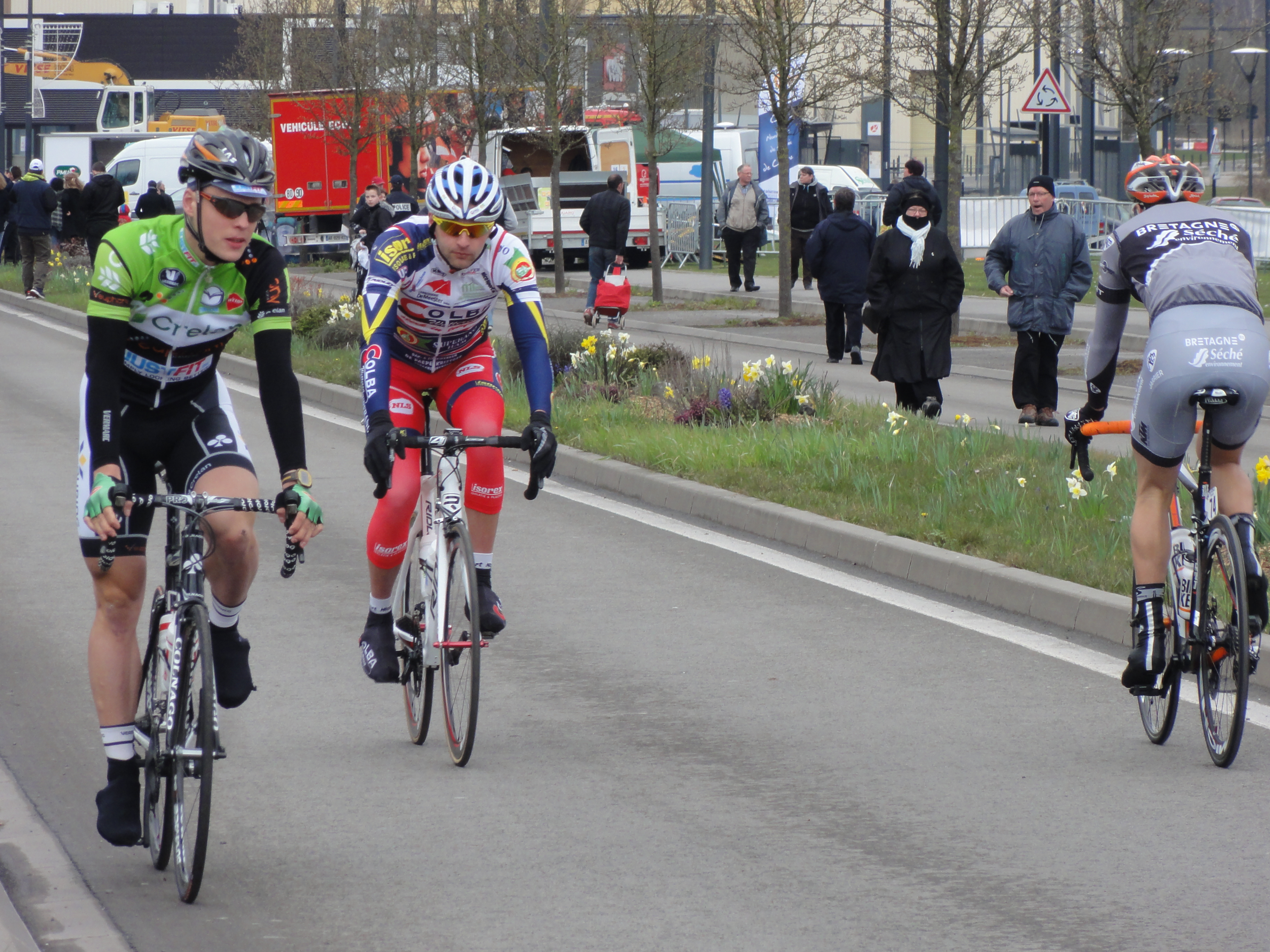
Quentin Tanis (au centre) lors du Grand Prix de Denain 2013

La semaine suivante, Quentin Tanis prend part au Grand Prix de Denain, épreuve chère au cœur de son coéquipier Denis Flahaut où il a pour consigne de travailler pour son sprinteur. Alors qu'il se trouve dans la première partie du peloton dans le dernier kilomètre, Tanis est pris dans une chute massive qui mettra également à terre son coéquipier Victor Fobert. Il termine 87e de l'épreuve. Quentin Tanis enchaîne ensuite avec Paris-Mantes-en-Yvelines, où la consigne est de travailler pour leur leader Clément Lhotellerie. Ce dernier chute à mi-parcours et abandonne l'épreuve. L'ensemble de l'équipe Colba-Superano Ham se retirera du peloton avant l'arrivée. Quentin Tanis poursuit sa saison avec les kermesses belges où on notera  une 25e place à Walhain, une 58e place sur la kermesse professionnelle de Borsbeek, un abandon sur la Gullegem Koerse et une 26e place à Grandglise. C'est donc avec un manque de rythme évident qu'il se rend à Lannilis pour y disputer le Championnat de France de cyclisme sur route, où malgré quelques attaques en début de course en compagnie notamment d'Alexandre Blain, il abandonne à nouveau après 200 km de course. À la suite de ce championnat, son équipe le sélectionne pour l'Internationale Wielertrofee Jong Maar Moedig à Oetingen, course qu'il ne termine pas. Il lui faut cette fois patienter deux mois, et la mi-août, pour remettre un dossard, lors de la Druivenkoers Overijse. En manque total de rythme et de compétition sur un circuit usant, Tanis ne verra pas la ligne d'arrivée de cette épreuve. Quelques jours plus tard, il est engagé au départ du Stadsprijs Geraardsbergen, où il abandonne à nouveau. Il participe ensuite à la kermesse professionnelle de Kortemark où il termine 67e puis à celle de Desselgem où il prend la 44e place. En septembre, il participe à la Flèche côtière et est arrêté, comme ce qu'il reste du peloton dans les circuits finaux. Alors que la condition revient en cette fin de saison, il est victime d'une crevaison dans les derniers kilomètres du Kampioenschap van Vlaanderen, et termine 68e. Il participe ensuite à la kermesse professionnelle de Berlare où il est classé 81e avant de terminer 8e à Audregnies-Quiévrain, son seul Top 10 de la saison, puis 54e à Zele. Quentin Tanis met un terme à sa saison lors de Putte-Kapellen où, là encore victime d'une crevaison dans les 20 derniers kilomètres, il ne peut faire mieux que 35e.

### 2014, retour aux avant postes chez les amateurs
Après une saison pour le moins compliquée en équipe continentale, Quentin Tanis n'a pas d'autres choix que retourner chez les amateurs et choisit le VC amateur Saint-Quentin comme point de chute. Dès ses débuts sous ses nouvelles couleurs, il se montre très offensif et termine 7e de sa première course de la saison à Longuenesse, où son coéquipier Fabrice Debrabant s'impose. Il enchaîne ensuite début mars avec la Vienne Classic espoirs, 1re des 3 manches de la Coupe de France DN3 cette saison. Alors qu'il est échappé de nombreux kilomètres, il termine finalement 39e de la course. Toujours en mars, il termine 12e du Grand Prix de Saint-Quentin, ou encore 15e à Herne en Belgique début avril. Il poursuit sa saison sur des épreuves Elite Nationales telles que La Gainsbarre (26e) ou  La Gislard (45e) avant de se rendre au Tour du Piémont Vosgien où il termine 10e de la première étape, 68e du contre-la-montre et 19e de la troisième étape. Il termine ensuite 8e à Gouy-sous-Bellonne ou encore 22e à Harchies sur une épreuve remportée par Serge Dewortelaer. Vient ensuite le Grand Prix des Hauts-de-France où il est à nouveau échappé toute la journée et repris à moins de 5 km de l'arrivée par le peloton, il termine l'épreuve 33e. Quentin Tanis se rend ensuite au Tour du Pays naborien, 2e manche de la Coupe de France DN3 où il termine 39e puis termine 5e lors de la course de Saint-Aubert. Il participe ensuite au championnat de Picardie mais, victime d'une chute, est contraint à l'abandon. Le lendemain, il se rend à Assevent pour y disputer une nouvelle épreuve et se classe finalement 2e, son meilleur résultat de la saison. Il participe ensuite au Grand Prix d'Escaudœuvres où il abandonne puis au Grand Prix de Beuvry-la-Forêt, remporté par Benoît Daeninck, où il prend la 11e place.

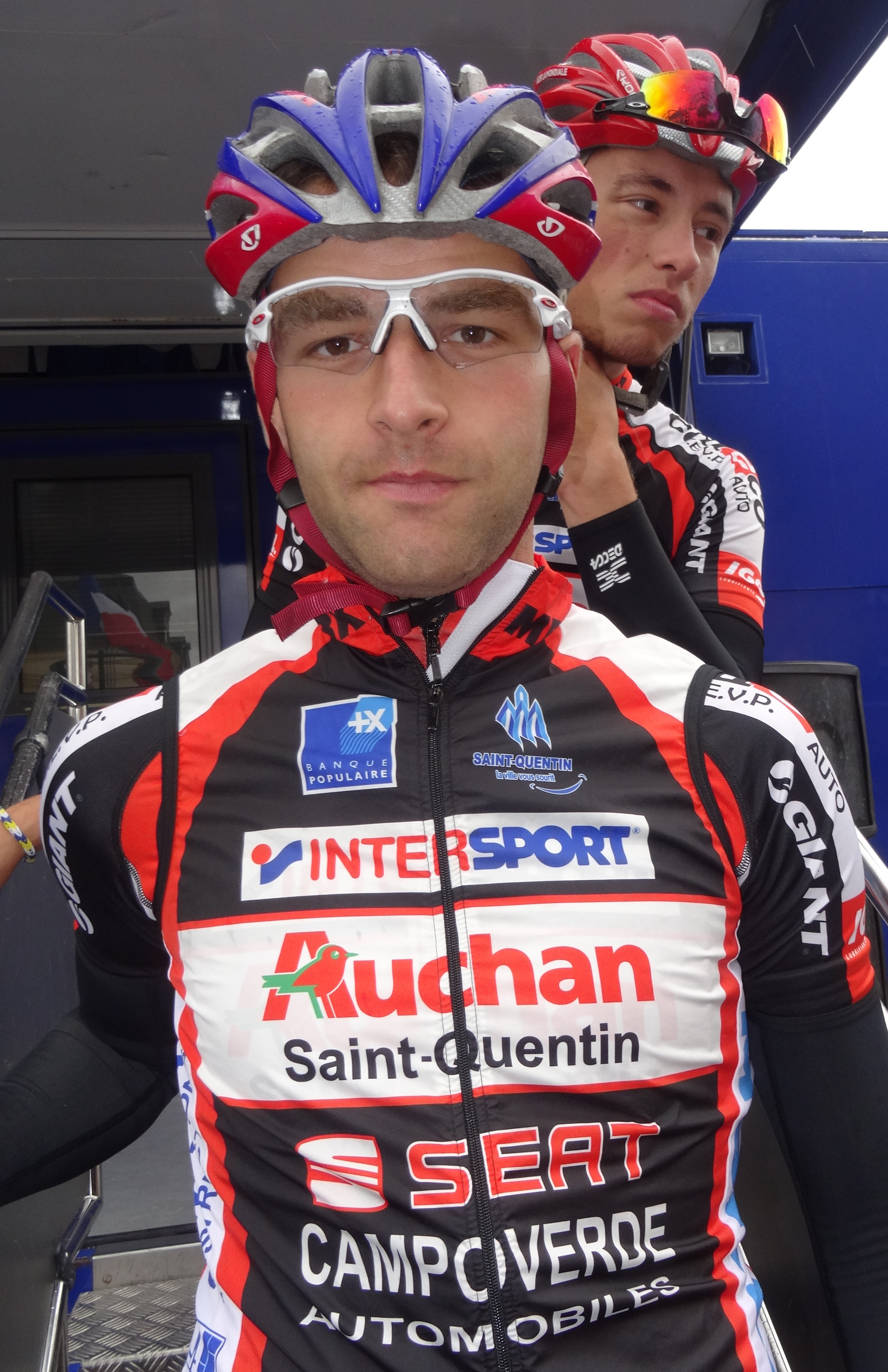
Quentin Tanis lors de la Ronde pévéloise 2014

Quentin Tanis se classe ensuite 11e à Sin-le-Noble ou encore 14e à Ruddervoorde avant de participer à Paris-Chauny. Alors qu'il se trouve dans un groupe de contre en compagnie notamment de Clément Lhotellerie et Flavien Dassonville, Tanis crève et perd ainsi toutes ses chances de bien figurer sur cette épreuve qu'il termine 46e. Quelques jours plus tard, il participe à la Ronde pévéloise, course appartenant à l'UCI Europe Tour 2014 en catégorie 1.2 et remportée par Benoît Daeninck. Quentin Tanis termine l'épreuve 45e et est le seul coureur de son équipe à franchir la ligne d'arrivée. Il se rend ensuite à Petite-Forêt où il termine 15e puis à Boussu-Bois où il prend la 20e place d'une course archi-dominée par la formation Veranclassic-Doltcini, puisque Cameron Karwowski s'impose devant Joeri Stallaert. Fin juillet, il participe au Grand Prix de la ville de Pérenchies. Alors qu'il est en course pour une place dans les 10 premiers, il crève à 8 km de l'arrivée, dans le dernier secteur pavé et se fait avaler par le peloton à 200 mètres de la ligne de la ligne d'arrivée. La semaine suivante, il se rend dans les Ardennes, à Tourteron pour y disputer le grand prix de la ville. Il termine 9e d'une épreuve remportée par le jeune Oskar Nisu. Il participe au Grand Prix de la Tomate, finale de la Coupe de France DN3 et termine 89e. Le week-end suivant, il participe à trois épreuves élite nationale. Il se classe 13e du Grand Prix de Gommegnies, en figurant dans le groupe qui se dispute la victoire dans le final, puis abandonne le lendemain à Boussière-sur-Sambre avant de terminer 36e et 3e du  sprint peloton lors du Grand Prix de Bavay. La semaine suivante, il prend la 7e place du critérium de Cambrai, alors que les coureurs du CC Villeneuve Saint-Germain ont occupé les quatre premières places. Quelques jours plus tard, Tanis se rend sur le difficile Grand Prix des Marbriers où il est à  nouveau le seul coureur de son équipe à franchir la ligne d'arrivée, en 30e position. En fin de semaine, il se classe 11e du Grand Prix du Rayon Aubersois, à Aubers. En septembre, il participe au Grand Prix de la Braderie de Saint-Quentin et termine 20e, dans le deuxième groupe alors que ses coéquipiers Gauthier Derycke-Chemin et Fabrice Debrabant étaient présents à l'avant de la course. Le 14 septembre, il signe son 2e podium de la saison à Avesnes-les-Aubert où, après avoir lancé le sprint aux 500 mètres, il termine 3e derrière Gwénnaël Tallonneau, vainqueur et Alexandre Gratiot, 2e. Le 21 septembre, Tanis se rend en Belgique, à Momignies pour y disputer le Grand Prix de Momignies. Il prend finalement la 20e place de l'épreuve, soit la 12e place du sprint peloton. Deux jours plus tard, Tanis prend part à une épreuve régionale disputée à Haillicourt et termine 18e d'une course remportée par Alexandre Gratiot. Le 9 octobre 2014, il annonce via son site internet quitter son club qu'il qualifie par ailleurs de "véritable fiasco administratif". Il affirme dans ce même communiqué son désir de retrouver le peloton professionnel au plus vite, ce qui passe par une signature dans un club de DN1.

### 2015-2017: en DN1 au CC Villeneuve Saint-Germain
Après seulement une saison au VC Amateur Saint-Quentin, Quentin Tanis s'engage pour la saison 2015 en faveur du club de DN1 du CC Villeneuve Saint-Germain. Il fait ses débuts sous ses nouvelles couleurs durant la trêve hivernale, à l'occasion du Cyclo-cross international de Marle, le 1er novembre, remporté par Clément Venturini devant Francis Mourey. Fin novembre, il participe au cyclo-cross de Prix-lès-Mézières, où il termine 24e, à un tour du vainqueur, le champion de France Francis Mourey. Il est ensuite engagé lors du Championnat de Picardie de cyclo-cross. Il abandonne l'épreuve qui couronne son ancien équipier Alexandre Baillet, alors que son directeur sportif, David Pagnier, monte sur la 3e marche du podium. Il commence sa saison 2015 sur route lors des Boucles du Haut-Var et se classe 40e de la 1re étape et 43e le lendemain. Le 21 février, il se classe 51e du Grand Prix du Pays d'Aix, après une course disputée sous des conditions climatiques difficiles, et remportée par Lilian Calmejane.

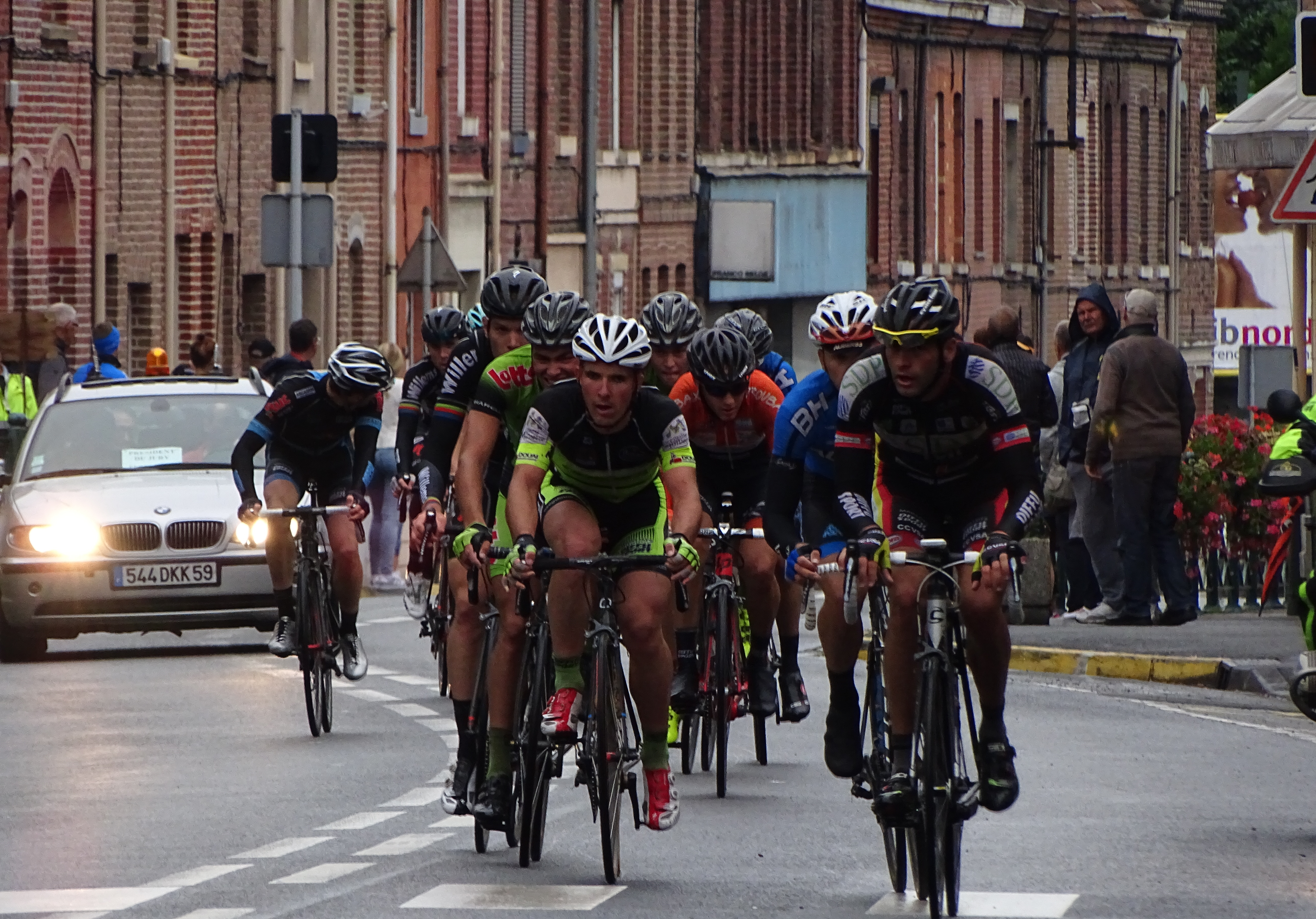
Quentin Tanis (à droite) mène l'échappée lors du Grand Prix de la ville de Pérenchies 2015

Au cours de cette première saison sous les couleurs du CC Villeneuve Saint-Germain, Tanis parvient à inscrire de précieux points dans la quête pour le maintien en Coupe de France DN1. Ainsi, il est le seul coureur de son équipe à inscrire des points sur le Grand Prix Gilbert-Bousquet, où il se classe 28e. De même, son association au grec Charálampos Kastrantás sur le Tour d'Eure-et-Loir permet également au club de récolter de précieux points. S'il ne parvient pas à décrocher de victoire au cours de cette saison, il s'est tout de même distingué en décrochant plusieurs places parmi les 10 premiers, comme à Assevent, par exemple. Tanis s'est également mis en évidence sur le Championnat de France amateurs, tracé sur le circuit de Chantonnay, sur lequel il a "plusieurs fois essayé de sortir dans le final, mais ça allait beaucoup trop vite. J’ai payé tous ces efforts pour le sprint, alors que j’aurais très bien pu finir dans les dix premiers". Notons également une belle échappée lors du Handzame Challenge, course réservée aux Elites et Espoirs, servant de prélude à l'épreuve professionnelle, remportée cette année par Gianni Meersman. Au cours de cette saison, Tanis s'est également classé 18e de Paris-Chauny et du Grand Prix de Pérenchies, deux courses répertoriées à l'UCI Europe Tour en catégorie 1.2.
Quentin Tanis entame, en 2016, sa deuxième saison au sein du CC Villeneuve Saint-Germain. Il commence sa saison à l'occasion du Circuit des plages vendéennes. Au cours de cette saison, Tanis s'est notamment classé 5e du Grand Prix de Saint-Souplet, remporté par Benoît Daeninck, 9e du Grand Prix de Bavay ou encore 14e du classement général du Tour du Piémont Vosgien. Il s'était également mis en évidence en prenant part à l'échappée matinale du Grand Prix des Hauts-de-France, épreuve remportée par l'estonien Risto Raid, et dont il prend finalement la 23e place. Relégué sportivement en DN2 pour la saison 2017, le CC Villeneuve Saint-Germain est finalement repêché en DN1, à la suite de l'arrêt du BIC 2000. L'effectif du club pour la saison à venir est, quant à lui, largement remanié, mais les dirigeants du club annoncent, par ailleurs, compter sur Tanis, qui effectuera sa troisième saison au CC Villeneuve, pour marquer de précieux points lors des différentes manches de Coupe de France DN1. En 2017, Tanis participe au Grand Prix de Lillers-Souvenir Bruno Comini, remporté au sprint par Thomas Boudat, dont il est le seul coureur de sa formation à franchir la ligne d'arrivée. En Avril, le CC Villeneuve Saint-Germain est retenu pour participer au Circuit des Ardennes international. Quentin Tanis se classe 78e de la 1re étape, remportée par Markus Hoelgaard et marquée par un incident dans les deux derniers kilomètres de course, faussant ainsi les résultats de cette étape. Le lendemain, Tanis se classe 121e puis termine hors-délais de la 3e étape, disputée le samedi matin.
Le 26 mai 2017, son coéquipier Grégoire Somogyi décède tragiquement à l'entraînement. Le lendemain, Tanis s'impose à Pommerœul, et dédie sa victoire à son équipier disparu. En Juillet, il participe au Grand Prix de Pérenchies, course qu'il termine à la 84e place après avoir été victime de crampes dans le dernier tour de circuit alors qu'il faisait encore partie du peloton principal, réglé au sprint par le belge Roy Jans. Seul son coéquipier estonien Norman Vahtra fait mieux que lui, en se classant 48e. Tanis participe ensuite au Grand Prix des Marbriers, à Bellignies, où il abandonne après 110km de course. En septembre, Tanis prend part au Grand Prix de la ville de Nogent-sur-Oise, course dont il prend la 78e place. Deux semaines plus tard, il participe à Paris-Chauny, épreuve qui voit la participation de nombreuses équipes continentale professionnelle, telles que Direct Énergie, Fortuneo-Vital Concept, WB-Veranclassic-Aqua Protect et Sport Vlaanderen-Baloise. Cette épreuve voit la victoire de Thomas Boudat alors que Tanis est arrêté par les commissaires de course, comme ce qu'il reste du peloton, avant la fin de l'épreuve.
Après trois saisons au sein du club de DN1, Quentin Tanis quitte le CC Villeneuve Saint-Germain à l'issue de cette saison 2017.

### 2018: retour en continentale
Après trois saisons passées au CC Villeneuve Saint-Germain, Quentin Tanis s'engage, pour la saison 2018 en faveur de l'équipe continentale Massi-Kuwait. Il fait ses débuts sous ses nouvelles couleurs en Belgique, lors de la kermesse professionnelle d'Isières avant de prendre part à ses deux premières épreuves UCI à l'occasion du Tour d'Overijssel et du Tour de Hollande-Septentrionale. Le 20 mai, Quentin Tanis participe au Grand Prix Marcel Kint épreuve de classe 1 remportée par le sprinteur français, Nacer Bouhanni. Victime de crampes dans le final, Quentin Tanis est, lui, contraint à l'abandon à moins de 20km de l'arrivée. Fin mai, Quentin se rend au Portugal où il dispute le Grand Prix Jornal de Notícias, et est le premier attaquant de l'épreuve. Alors que la formation Massi-Kuwait ne compte plus que trois coureurs en compétition (José Manuel Gutiérrez, Jorge Ferrer et Tanis), l'équipe réalise le meilleur temps provisoire lors du contre-l-amontre par équipes et reste en tête un bon moment. Il participe, en Juillet, au Championnat de France sur route, qu'il abandonne après 180km de course. Il prend ensuite le départ de plusieurs kermesses professionnelles en Belgique, où il se montre offensif, avant de se rendre au Portugal, où il dispute le Grande Prémio de Portugal Nacional 2, échappé lors de la 1re étape, il est ensuite victime d'un coup de déshydratation et abandonne lors de la 2e étape. Quelques jours plus tard, il est au départ de la Classique d'Ordizia, au Pays basque. L'épreuve est dominée par les coureurs de la formation Mitchelton-Scott, et notamment Robert Power et Simon Yates, qui prennent les deux premières places. Tanis, lui, ne vient à bout de cette épreuve, comme une grosse partie du peloton puisque seuls 57 coureurs terminent l'épreuve. En Août, il est invité sur le Tour de Bochum, épreuve remportée par le vainqueur du Tour de France, Geraint Thomas, qui devance les allemands Rick Zabel et Marcel Sieberg. Il se classe 19e de l'épreuve, disputée à une moyenne supérieure à 47km/h, juste devant Rüdiger Selig. Quelques semaines plus tard, il prend la 18e place du GP Jong Maar Moedig à Haaltert, une kermesse professionnelle remportée par le coureur belge Aimé De Gendt. Enfin, il se classe 17e à Pommerœul, fin août, au terme d'une course remportée par son ancien coéquipier Alexandre Gratiot devant Laurent Evrard et Maxime Vekeman. En fin de saison, il participe au Tour de Vendée, épreuve remportée par le coureur allemand Nico Denz, puis met un terme à sa saison à l'occasion du Prix national de clôture, à Putte-Kapellen, remporté par le coureur néerlandais Taco van der Hoorn. Tanis, lui, se classe 55e de cette dernière épreuve, terminant au sein du peloton.

### 2019 au RVC Ottignies
Quentin Tanis s'engage, pour la saison 2019 en faveur de son ancien club, le RVC Ottignies, pour lequel il évoluait en 2012, avant son premier passage chez les professionnels. Il commence sa saison en février par une 2e place sur le Grand Prix de Callenelle, en Belgique, ce qui restera son meilleur résultat de la saison. Au cours de cette année 2019, Tanis participe à de nombreuses épreuves de la Coupe de Belgique pour élites sans contrat, comme par exemple la course d'attente du Grand Prix de l'Escaut, en Avril ou encore le Grand Prix de Momignies, qu'il dispute à domicile et où il est victime de deux chutes. Tanis et le club d'Ottignies participent également à de très belles épreuves belges comme le Driebergenprijs, équivalent du Grand Prix E3 pour élites sans contrat, ou encore plusieurs kermesses professionnelles belges comme par exemple le GP José Dubois d'Isières. Dans son style caractéristique, Tanis s'est mis en avant au cours de cette saison en se portant à l'attaque sur de nombreuses épreuves, notamment au GP de Leval, en Avril, où il est repris par le peloton sous la flamme rouge du dernier kilomètre.

## Palmarès sur route
- 2014[1]
  - 2e du Grand Prix d'Assevent
  - 2e du Grand Prix de Boussu-lez-Walcourt
  - 3e du Grand Prix d'Avesnes-les-Aubert
- 2016
  - Grand Prix de Lessines
  - Grand Prix de Soignies
  - 2e du Grand Prix de Bauffe
  - 2e du Grand Prix de Thieusies
  - 5e du Grand Prix de Saint-Souplet
- 2017
  - Grand Prix de Pommeroeul
  - 3e du Grand Prix de Vertus
- 2019
  - 2e du Grand Prix de Callenelle